# 谢戈德阿维拉省
谢戈德阿维拉省（西班牙語：Provincia de Ciego de Ávila）是古巴的十四个省份之一，位于国家的中部地区。它原本为卡马圭省的一部分，于1975年行政区划重新划分成省。省会是坐落于中央公路（carretera central）上的谢戈德阿维拉。第二大城市是北部的莫龙。
谢戈德阿维拉省北部海岸有一系列群岛，现发展成为重要的旅游度假胜地。其中最著名的是科科岛（Cayo Coco）和吉列尔莫岛（Cayo Guillermo）。而起南部海岸以红树著称。
在莫龙与北海岸之间有几座湖泊，包括莱切湖（La Laguna de Leche，直译“牛奶之湖”，由于其湖底高石灰含量而呈现出白色），它同时也是古巴最大的一座自然湖泊。
谢戈德阿维拉省中部用于畜牧，其余地区主要种植甘蔗、菠萝和一些酸味水果。

## 行政市区
1. 巴拉瓜（加斯帕）
2. 玻利維亞
3. 昌巴斯
4. 謝戈德阿維拉
5. 西羅雷東多
6. 弗洛倫西亞
7. 馬哈瓜
8. 莫隆
9. 一月一日鎮
10. 委内瑞拉

1. 1 2   (PDF). Una MIRADA a Cuba. Oficina Nacional de Estadísticas. Cuba. 2010  [2012-01-15]. （原始内容 (PDF)存档于2019-03-11） （西班牙语）.
2. ↑  . hdi.globaldatalab.org.   [2018-09-13] （英语）.